# Predrag Balașevici
Predrag Balașevici (în sârbă Предраг Балашевић; n. 5 ianuarie 1974, Podgorac⁠(d), Zaječar, Serbia) este un politician din Serbia, președintele Partidului Neamului Rumânesc. El militează pentru recunoaștetea vlahilor din Serbia ca români timoceni.